# 1830 у літературі

## Твори
- Джозеф Сміт опублікував «Книгу Мормона».
- Стендаль видав «Червоне і чорне».
- Оноре де Бальзак видав повість «Гобсек».
- «Повісті Бєлкіна» — цикл повістей Олександра Пушкіна.

## Народились
- 15 березня — Пауль Гейзе, німецький письменник (помер у 1914).
- 1 травня — Гвідо Гезелле, фламандський поет і філолог (помер у 1899).
- 10 грудня — Емілі Дікінсон, американська поетеса (померла в 1886).

## Померли
- 31 грудня — Стефані-Фелісіте Дюкре де Сент-Обен Жанліс, французька письменниця (народилася в 1746).